# Sidi Ameur Al Hadi
Sidi Ameur Al Hadi (franska: Sidi Ameur Al Hadi (CR), Sidi Ameur Al Hadi (Commune Rurale), arabiska: ازغيرة) är en kommun i Marocko.   Den ligger i provinsen Sidi Kacem och regionen Rabat-Salé-Kénitra, i den norra delen av landet, 130 km nordost om huvudstaden Rabat. Antalet invånare är 11 864.